# 1.º governo do Estado Novo
O 1.º governo do Estado Novo e 9.º governo da Ditadura portuguesa, nomeado a 11 de abril de 1933 e exonerado a 18 de janeiro de 1936, foi o segundo de três governos consecutivos liderados por António de Oliveira Salazar.
A sua constituição era a seguinte:
| Cargo                                                        | Detentor | Detentor                                            | Período                                         |
| ------------------------------------------------------------ | -------- | --------------------------------------------------- | ----------------------------------------------- |
| Presidente do Conselho de Ministros                          |          | António de Oliveira Salazar (1889–1970)             | 11 de abril de 1933 a 18 de janeiro de 1936     |
| Ministro do Interior                                         |          | Albino dos Reis (1888–1983)                         | 11 de abril de 1933 a 24 de julho de 1933       |
| Ministro do Interior                                         |          | Antonino Gomes Pereira (1889–1960)                  | 24 de julho de 1933 a 23 de outubro de 1934     |
| Ministro do Interior                                         |          | Henrique Linhares de Lima (1876–1953)               | 23 de outubro de 1934 a 18 de janeiro de 1936   |
| Ministro da Justiça e dos Cultos                             |          | Manuel Rodrigues (1889–1946)                        | 11 de abril de 1933 a 23 de outubro de 1934     |
| Ministro da Justiça                                          |          | Manuel Rodrigues (1889–1946)                        | 23 de outubro de 1934 a 18 de janeiro de 1936   |
| Ministro das Finanças                                        |          | António de Oliveira Salazar (1889–1970)             | 11 de abril de 1933 a 18 de janeiro de 1936     |
| Ministro da Guerra                                           |          | Luís Alberto de Oliveira (1880–1956)                | 11 de abril de 1933 a 23 de outubro de 1934     |
| Ministro da Guerra                                           |          | Abílio Passos e Sousa (1881–1966)                   | 23 de outubro de 1934 a 18 de janeiro de 1936   |
| Ministro da Marinha                                          |          | Aníbal de Mesquita Guimarães (1882–1952)            | 11 de abril de 1933 a 18 de janeiro de 1936     |
| Ministro dos Negócios Estrangeiros                           |          | José Caeiro da Mata (1877–1963)                     | 11 de abril de 1933 a 27 de março de 1935       |
| Ministro dos Negócios Estrangeiros                           |          | Aníbal de Mesquita Guimarães (interino) (1882–1952) | 7 de junho de 1933 a 14 de julho de 1933        |
| Ministro dos Negócios Estrangeiros                           |          | Aníbal de Mesquita Guimarães (interino) (1882–1952) | 20 de fevereiro de 1934 a 8 de março de 1934    |
| Ministro dos Negócios Estrangeiros                           |          | Aníbal de Mesquita Guimarães (interino) (1882–1952) | 5 de setembro de 1934 a 4 de outubro de 1934    |
| Ministro dos Negócios Estrangeiros                           |          | Aníbal de Mesquita Guimarães (interino) (1882–1952) | 27 de março de 1935 a 11 de maio de 1935        |
| Ministro dos Negócios Estrangeiros                           |          | Armindo Monteiro (1896–1955)                        | 11 de maio de 1935 a 18 de janeiro de 1936      |
| Ministro das Obras Públicas e Comunicações                   |          | Duarte Pacheco (1900–1943)                          | 11 de abril de 1933 a 18 de janeiro de 1936     |
| Ministro das Colónias                                        |          | Armindo Monteiro (1896–1955)                        | 11 de abril de 1933 a 11 de maio de 1935        |
| Ministro das Colónias                                        |          | Manuel Rodrigues (interino) (1889–1946)             | 20 de fevereiro de 1934 a 8 de março de 1934    |
| Ministro das Colónias                                        |          | José Ferreira Bossa (1894–1970)                     | 11 de maio de 1935 a 18 de janeiro de 1936      |
| Ministro da Instrução Pública                                |          | Gustavo Cordeiro Ramos (1888–1974)                  | 11 de abril de 1933 a 24 de julho de 1933       |
| Ministro da Instrução Pública                                |          | Alexandre Sousa Pinto (1880–1982)                   | 24 de julho de 1933 a 19 de junho de 1934       |
| Ministro da Instrução Pública                                |          | Manuel Rodrigues (interino) (1889–1946)             | 19 de junho de 1934 a 23 de outubro de 1934     |
| Ministro da Instrução Pública                                |          | Eusébio Tamagnini (1880–1972)                       | 23 de outubro de 1934 a 18 de janeiro de 1936   |
| Ministro do Comércio, Indústria e Agricultura                |          | Sebastião Ramires (1898–1972)                       | 11 de abril de 1933 a 24 de julho de 1933       |
| Ministro do Comércio e Indústria                             |          | Sebastião Ramires (1898–1972)                       | 24 de julho de 1933 a 18 de janeiro de 1936     |
| Ministro do Comércio e Indústria                             |          | Leovigildo Franco de Sousa (interino) (1892–1968)   | 4 de agosto de 1934 a 20 de agosto de 1934      |
| Ministro do Comércio e Indústria                             |          | Rafael Duque (interino) (1893–1969)                 | 1 de agosto de 1935 a 9 de setembro de 1935     |
| Ministro da Agricultura                                      |          | Leovigildo Franco de Sousa (1892–1968)              | 24 de julho de 1933 a 23 de outubro de 1934     |
| Ministro da Agricultura                                      |          | Rafael Duque (1893–1969)                            | 23 de outubro de 1934 a 18 de janeiro de 1936   |
|                                                              |          |                                                     |                                                 |
| Subsecretário de Estado das Finanças                         |          | Artur Oliveira (1894–1978)                          | 11 de abril de 1933 a 23 de outubro de 1934     |
| Subsecretário de Estado das Finanças                         |          | João Lumbrales (1905–1975)                          | 23 de outubro de 1934 a 3 de dezembro de 1934   |
| Subsecretário de Estado das Finanças                         |          | João Lumbrales (1905–1975)                          | 11 de dezembro de 1934 a 18 de janeiro de 1936  |
| Subsecretário de Estado da Agricultura                       |          | Leovigildo Franco de Sousa (1892–1968)              | 11 de abril de 1933 a 24 de julho de 1933       |
| Subsecretário de Estado das Corporações e Previdência Social |          | Pedro Teotónio Pereira (1902–1972)                  | 11 de abril de 1933 a 3 de janeiro de 1936      |
| Subsecretário de Estado das Corporações e Previdência Social |          | João Lumbrales (interino) (1905–1975)               | 14 de março de 1935 a 3 de abril de 1935        |
| Subsecretário de Estado das Corporações e Previdência Social |          | João Lumbrales (interino) (1905–1975)               | 3 de janeiro de 1936 a 18 de janeiro de 1936    |
| Subsecretário de Estado das Colónias                         |          | Francisco Vieira Machado (1898–1972)                | 20 de janeiro de 1934 a 16 de fevereiro de 1935 |
| Subsecretário de Estado das Colónias                         |          | José Ferreira Bossa (1894–1970)                     | 16 de fevereiro de 1935 a 11 de maio de 1935    |